# Frazer

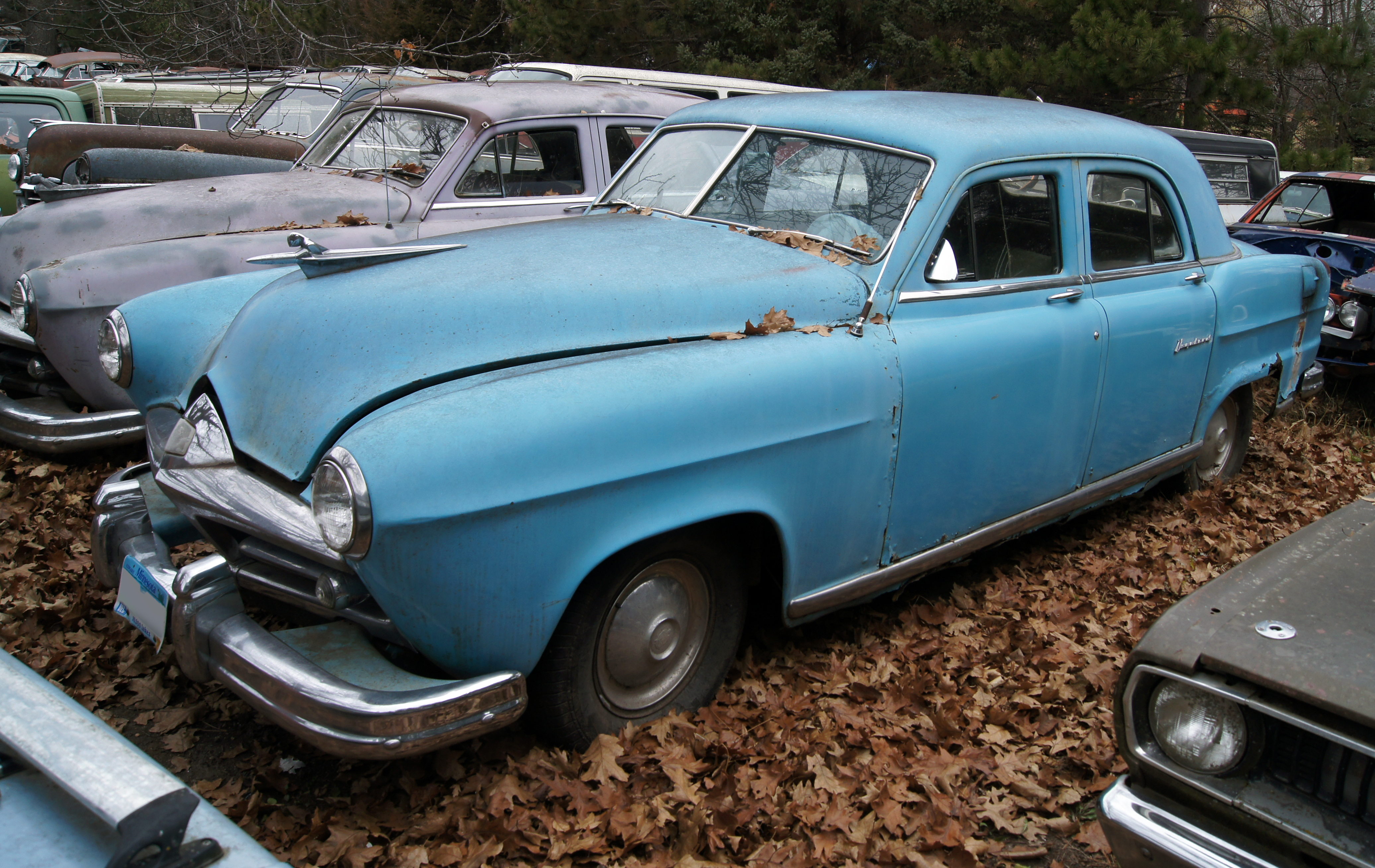
Frazer Vagabond 1951

Frazer var ett amerikanskt bilmärke som tillverkades av Kaiser-Frazer Corp i Willow Run, Michigan mellan 1946 och 1951.
Företaget Kaiser-Frazer Corporation bildades av Henry J. Kaiser tillsammans med Joseph W. Frazer och deras avsikt var att bygga en bil, som skulle vara så billig att den kunde köpas av den vanlige amerikanen. Verkligheten hann upp herrarna och resultatet blev bilar i mellanklassen på grund av att kostnaderna inte gick att hålla stången. Man beräknar att ca 800 000 bilar av märkena Kaiser och Frazer tillverkades. 1951 lämnade Joe Frazer företaget och märket Frazer upphörde. Kaiser tillverkades fram till 1955. Skillnaden mellan de båda märkena av samma årgång var ofta inte större än olika kylarmaskeringar. Frazer var den lyxigare varianten.